# Rue Bégué-David
La rue Bégué-David (en occitan : carrièra Bégué-David) est une voie de Toulouse, chef-lieu de la région Occitanie, dans le Midi de la France.

## Situation et accès

### Description
La rue Bégué-David est une voie publique. Elle se trouve dans le quartier du Busca.
Elle naît perpendiculairement à l'allée des Demoiselles. Longue de 324 mètres, large de 10 mètres, elle est rectiligne et orientée au nord-est. Elle rencontre successivement la rue Guillaume-de-Mondran, qu'elle reçoit à gauche, la rue des Martyrs-de-la-Libération et la rue Monplaisir, au carrefour de laquelle est se termine.
La chaussée compte une voie de circulation automobile en sens unique. Elle appartient à une zone 30 et la vitesse y est limitée à 30 km/h. Il n'existe pas de bande, ni de piste cyclable, quoiqu'elle soit à double-sens cyclable.

### Voies rencontrées
La rue Bégué-David rencontre les voies suivantes, dans l'ordre des numéros croissants (« g » indique que la rue se situe à gauche, « d » à droite) :
1. Allée des Demoiselles
2. Rue Guillaume-de-Mondran (g)
3. Rue des Martyrs-de-la-Libération
4. Rue Monplaisir

## Odonymie
La rue, ouverte en 1869, est d'abord désignée comme la rue Gardeil : il faut y voir le nom du propriétaire des terrains sur lesquels elle avait été tracée. En 1878, on lui attribua le nom de Saint-Benoît, puis, en 1886, des Jeunes-Aveugles, puisque l'Institut des jeunes aveugles de Toulouse, fondé en 1866, s'était installé en 1872 dans les bâtiments élevés à l'angle de la rue Monplaisir.
C'est finalement en 1905 que la rue a reçu son nom actuel, en l'honneur de Bégué-David.

## Patrimoine et lieux d'intérêt

### Institut des jeunes aveugles
L'Institut des jeunes aveugles est une fondation qui a pour mission l'instruction et la formation professionnelle d'enfants, adolescents et adultes déficients visuels, mais aussi présentant des troubles autistiques ou une déficience intellectuelle.
Il est fondé en 1866, à l'initiative d'Hedwige Portalet, fondatrice et supérieure de la congrégation des dominicaines de l'Immaculée Conception, sur le modèle de l'Institut des jeunes aveugles de Marseille, fondé en 1858 par l'abbé Louis-Toussaint Dassy. Le premier établissement toulousain s'installe près du port Saint-Sauveur (emplacement de l'actuel no 8 rue de Valenciennes), puis dans la rue des Greniers (actuelle rue Idrac). En 1872, l'Institut des jeunes aveugles reçoit le soutien de la municipalité toulousaine qui lui offre un terrain dans le nouveau quartier de Monplaisir.
L'Institut occupe une vaste parcelle de 4 500 m2 limitée par la rue Monplaisir (actuel no 37) au nord, la rue Bégué-David (actuel no 23) à l'est et la rue des Martyrs-de-la-Libération (actuel no 29) au sud. Le bâtiment principal a une structure en quadrilatère, qui s'organise autour de la chapelle, placée au centre. Les bâtiments se développent sur trois niveaux : un rez-de-chaussée, un étage et un niveau de comble à surcroît. Les élévations sont d'une grande simplicité : les façades, percées de fenêtres segmentaires, sont enduites, tandis que les cordons qui séparent les niveaux, les encadrements des baies et les chaînages d'angle sont en briques apparentes. Elles sont couronnées par une corniche moulurée.

### Maisons et immeubles
- no  2 : immeuble (1912)[7].
- no  7-9 : villa Lakmé (premier quart du XXe siècle, Georges Coenon)[8],[9].
- no  8 : villa Madeleine (1910, P. Martin)[10].
- no  16 : villa des Palmiers (1929, Barthélémy Guitard et Jean Valette)[11].
- no  21 : hôtel Vernazobre (1925, Antoine et Raymond Isidore)[12].
- no  24 : maison (1923, André et Pierre Thuriès)[13].
- no  36 : maison (premier quart du XXe siècle)[14].

## Personnalité
- David Knout (1900-1955) : écrivain et poète juif originaire de Russie, il vit à Paris à partir de 1920. Installé à Toulouse au début de la Seconde Guerre mondiale, dans un appartement de la rue Bégué-David, il participe à la création de la Main forte, devenue l'Armée juive en 1942, une organisation de résistance juive. En 1949, il émigre en Israël.